# Edentosuchus
Edentosuchus tienshanensis
Genre
Espèce
Edentosuchus est un genre éteint de petits crocodyliformes, un clade qui comprend les crocodiliens modernes et leurs plus proches parents fossiles.
Une seule espèce est rattachée au genre : Edentosuchus tienshanensis, décrite en 1969 par le célèbre paléontologue chinois Yang Zhongjian, également connu sous le nom de Chung Chien Young ou C. C. Young

## Découverte
Elle a été découverte en Chine dans le Xinjiang dans l'ouest du pays. Elle provient de sédiments datés du Crétacé inférieur, de la formation géologique de Lianmugin d'âge Aptien à Albien, soit il y a environ entre 121,4 et 100,5 millions d'années.
Le matériel fossile de l'holotype est constitué de deux crânes partiels et de plusieurs vertèbres cervicales.
En 2000, une expédition américano-chinoise de fouilles paléontologiques a mis au jour un autre crâne partiel décrit par Diego Pol en 2004.

## Description
Edentosuchus  possède des dents franchement hétérodontes. Sur sa mâchoire supérieure, les dents de l'extrémité du museau, sur l'os prémaxillaire, sont coniques. En avançant vers l'arrière de la mâchoire, les deux premières dents du maxillaire portent trois cuspides, les deux suivantes montrent de nombreuses petites cuspides, et la cinquième et dernière est bulbeuse, plus grande que les autres et porte de petites cuspides. Sur la mâchoire inférieure, plusieurs des neuf dents de chaque côté présentent de petites cuspides, tandis que la seconde dent est un croc de grande taille. Le crâne mesure seulement environ 25 centimètres de long et se termine un museau court et relativement étroit,.

## Classification
Lors de l'érection du genre et de l'espèce en 1973, Yang crée la famille des Edentosuchidae pour abriter son nouveau genre. Cette attribution est remise en cause en 2004 par D. Pol qui, sur la base de nouveau matériel, l'assigne à la famille des Protosuchidae.
L'analyse phylogénétique des Crocodyliformes réalisée par Mario Bronzati, Felipe Chinaglia Montefeltro et Max C. Langer   en 2012, place Edentosuchus tienshanensis au sein des Protosuchia.